# Справжня краса
Справжня краса (кор. 여신강림) — південнокорейський телевізійний серіал, який транслювався на телеканалі tvN. У головних ролях Мун Га Йон, Чха Ин У, Хван Ін Йоп та Пак Ю На.

## Сюжет
18-річна старшокласниця Лім Джу Кьон, яка має комплекс неповноцінності щодо своєї зовнішності, постійно зазнає дискримінації з боку сім'ї та знущань з боку однолітків через сприйняття некрасивою. Вона починає вчитися користуватися макіяжем, переглядаючи навчальні відео про макіяж в Інтернеті. Коли вона опановує мистецтво безпосередньо перед переходом до своєї нової школи, її макіяж виявляється трансформативним, оскільки вона швидко піднімається до слави, а однолітки називають її «богинею».
Незважаючи на свою новоспечену популярність, Джу Кьон досі вважає себе потворною, і це її найбільший страх, що її однолітки побачать її справжнє обличчя. На жаль, це справджується, коли її химерний гарний однокласник Лі Су Хо, з яким вона пару разів стикалася з оголеним обличчям, впізнає її за межами макіяжу. Су Хо дуже популярний серед студенток у школі, але він ненавидить бути постійним центром уваги. У нього є свої страхи, і він таїть у собі темну таємницю - трагічний випадок у минулому, - який переслідує його вже давно. Він та його колишній найкращий друг Хан Со Джун дистанціювались одне від одного через цей інцидент. Джу Кьон і відчужені друзі Су Хо та Со Джун незабаром зав'язують малоймовірні стосунки, коли вони розгадують таємниці, діляться своїми болями, ростуть разом і шукають втіхи одне в одному.

## У ролях

### Головні ролі
- Мун Га Йон — Лім Джу Кьон
- Чха Ин У — Лі Су Хо
- Хван Ін Йоп[en] — Хан Со Джун
- Пак Ю На[en] — Кан Су Джин

### Другорядні ролі

#### Сім'я Джу Кьон
- Чан Хє Джін — Хон Хьон Сук, мати Джу Кьон
- Пак Хо Сан — Лім Че Пхіль, батько Джу Кьон
- Ім Се Мін — Лім Хий Кьон
- Кім Мін Гі — Лім Чу Йон

#### Сім'я Су Хо
- Чон Чун Хо — Лі Чу Хон

#### Сім'я Со Джуна
- Пак Хьон Чон — Лі Мі Хян
- Йо Чу Ха — Хан Ко Ун

#### Сім'я Су Джін
- Со Сан Вон — Кан Чун Хьок
- Ю Там Йон — Кім Чі Йон

#### Старша школа Себом
- О Ий Сік — Хан Чун У
- Кан Мін А — Чхве Су А
- Лі Іль Джун — Ю Тхе Хун
- Лі Сан Джін — Ан Хьон Гю
- Хан І Йон — Ха Чі Йон
- Лі У Дже — Кім Чхо Рон
- Кім Хьон Джі — Кім Сі Хьон
- Кім Мьон Джі — Чін Хий Джон
- Кім Пьон Чхун — заступник директора старшої школи Себом

#### Старша школа Йонпха
- Сін Че Хві — Лі Сон Йон
- Чон Хє Вон — Пак Се Мі
- О Ю Джі — Чу Хє Мін

#### Інші
- Ім Хьон Сон — Ван Джа
- Пак Йон Су — Колумбус Пак

### Особлива поява
- Чон Кон Джу — Рю Хьон Джін
- Кім Хє Юн — Ин Дан О
- Лі Че Ук — Пек Ґьон
- Кім Йон Де — О Нам Джу